# Mount Gibson
Mount Gibson är ett berg i Antarktis. Det ligger i Östantarktis. Australien gör anspråk på området. Toppen på Mount Gibson är 1 136 meter över havet.
Terrängen runt Mount Gibson är platt åt sydväst, men åt nordost är den kuperad. Trakten är obefolkad. Det finns inga samhällen i närheten.